# Сокол (опера)
Сокол (Le faucon, полное название «Сокол Федериго дельи Альбериги») — опера Дмитрия Бортнянского в трёх действиях. Создана в 1786 году на либретто библиотекаря будущего императора Павла I швейцарца Франца Германа Лафермьера, написанное на французском языке. Впервые исполнена придворными в Гатчинском дворце 11 октября 1786 года.
Кроме того, композитор переработал материал оперы (восемь номеров) в сюиту для секстета духовых инструментов.

## Структура оперы
- Увертюра

### Действие первое
Картина первая:
- Хор
- Ария Федерика
- Ария Педрилло

Картина вторая:
- Ария Эльвиры
- Ария Марины
- Финал

### Действие второе
- Ария Федерика
- Дуэт Федерика и Педрилло
- Романс Жанетты
- Ария Марины
- Ария Эльвиры

### Действие третье
- Ария Жанетты
- Ария Федерика
- Песенка Грегуара
- Ария Марины
- Дуэт Эльвиры и Федерика
- Финал

## Постановки
На протяжении почти 200 лет опера не звучала со сцены. Была открыта заново в 1970-е годы после постановки в Московском камерном музыкальном театре (режиссёр-постановщик народный артист СССР Борис Покровский). Опера исполнялась в русском переводе А. Розанова, кроме того, название было изменено на «Сокол Федериго дельи Альбериги» (название «Сокол» ассоциировалось у потенциальных зрителей с В. Чкаловым).
Впервые на Украине исполнена под художественным руководством народной артистки Украины Натальи Свириденко 15 октября 1995 года (концертное исполнение, посвященное 380-летию со дня основания Киево-Могилянской академии, перевод либретто на украинский язык Максима Стрихи специально сделанный для этого исполнения).